# Rio de Água Pequena
O Rio Água Pequena é um curso de água do arquipélago de São Tomé e Príncipe, localizado no distrito de Lembá, ilha de São Tomé, corre para Oeste até encontrar o Rio Provaz de que é afluente, depois de atravessar as localidades de Rio Leça e de Ponta Figo.